# La noia de la Cinquena Avinguda
 La noia de la Cinquena Avinguda  (original: Fifth Avenue Girl) és una pel·lícula estatunidenca de Gregory La Cava, estrenada el 1939 i doblada al català. El final de la pel·lícula no és el que desitjava La Cava. Originalment la història s'acabava més tristament. Aquest fi dramàtic no va ser apreciat en les preestrenes, i els productors van incitar La Cava a rodar un final feliç que ha estat conservat fins avui.

## Argument
Alfred Borden, milionari, està deprimit, se sent abandonat per la seva família que el negligeix oblidant fins i tot el seu aniversari. Troba a Central Park una jove en atur, Mary Grey. La convida a sopar en un night club de moda per celebrar el seu aniversari. Encantat per l'alegria de viure de Mary, li proposa anar a viure a casa seva per tal d'atiar la gelosia de la seva família.

## Repartiment
- Ginger Rogers: Mary Grey
- Walter Connolly: M. Borden
- Verree Teasdale: Sra. Borden
- James Ellison: Mike
- Tim Holt: Tim Borden
- Kathryn Adams: Katherine Borden
- Franklin Pangborn: Higgins
- Ferike Boros: Olga
- Louis Calhern: Dr. Kessler
- Theodore von Eltz: Terwilliger
- Alexander D'Arcy: Amo de l'Hotel